# Great Western Trail
Great Western Trail est un jeu de société conçu par Alexander Pfister pour deux à quatre joueurs, publié en 2017 par Eggertspiele. Il s'agit d'un Eurogame sur le thème de la conquête de l'Ouest dans lequel les joueurs s'engagent dans le transport de bétail.
Une deuxième édition est publiée en 2021, pour un à quatre joueurs.

## Système de jeu
Le système de jeu combine la gestion de cartes en main, la sélection d'action et le déplacement d'unités, l'objectif étant d'accumuler des points de victoire obtenus par divers moyens,. En plus du plateau de jeu, chaque joueur dispose d'un plateau latéral dédié sur lequel sont affichés les détails du tour (en haut), les actions auxiliaires (à gauche), les certificats du joueur (à droite) et les ouvriers (au centre). Chaque joueur pioche une main de cartes bétail, place son berger et entraîne ses pions aux emplacements de départ. 
Une partie dure de 75 à 150 minutes.

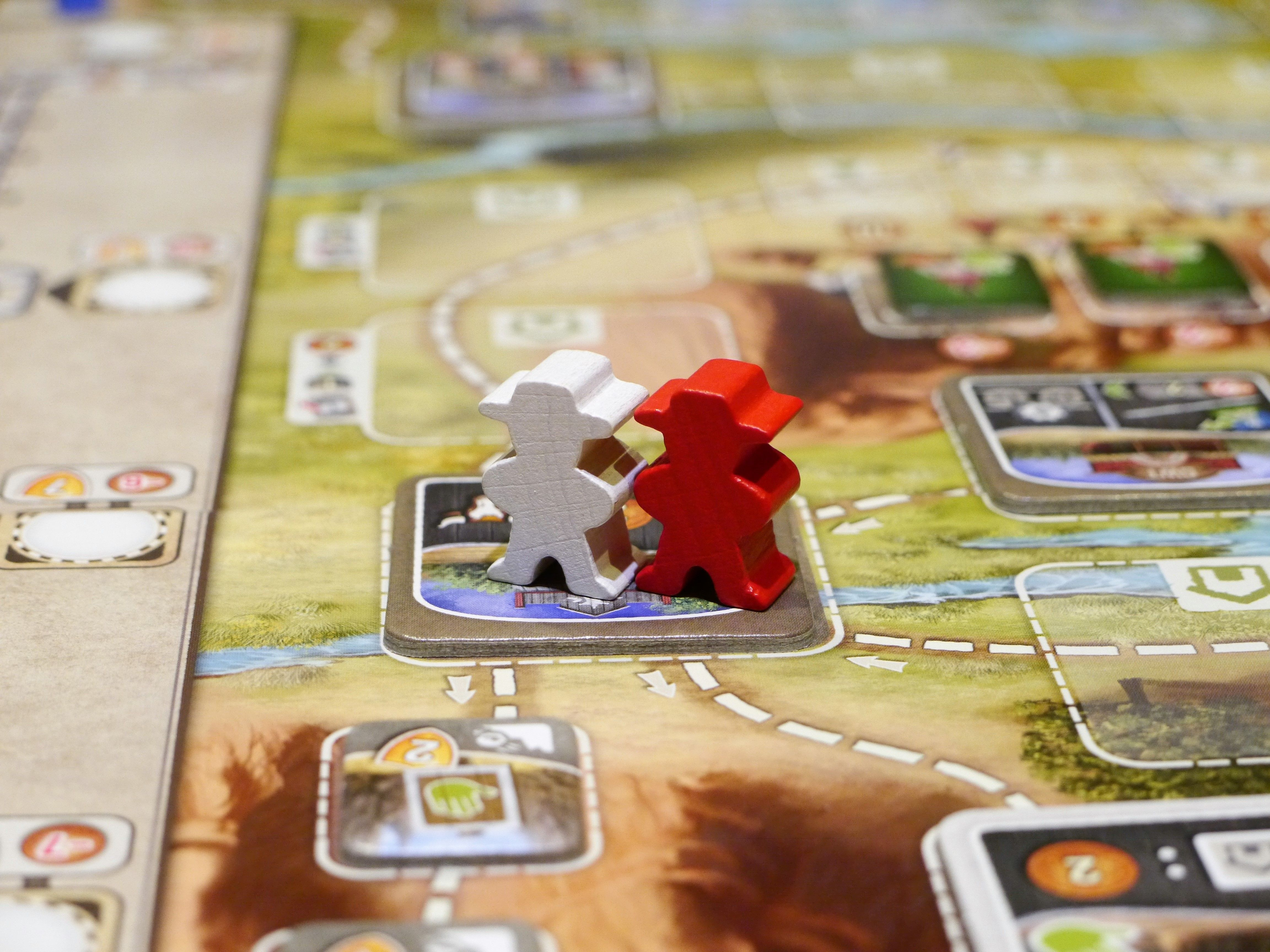
Deux pions de cow-boy dans Great Western Trail.

À chaque tour, un joueur exécute plusieurs d'actions. Tout d'abord, son cow-boy est déplacé d'un certain nombre de cases le long du plateau de jeu, jusqu'au maximum indiqué. La case sur laquelle il atterrit indique d'autres actions que le joueur peut entreprendre, comme ériger des bâtiments sur le sentier, acheter ou vendre du bétail, faire du commerce ou embaucher du personnel. Si le joueur passe par-dessus des obstacles, des tipis ou certains bâtiments appartenant à des joueurs adverses, il doit payer une amende en pièces. À la fin de chaque tour, le joueur pioche un certain nombre de cartes de sa pile personnelle pour retrouver sa main. 

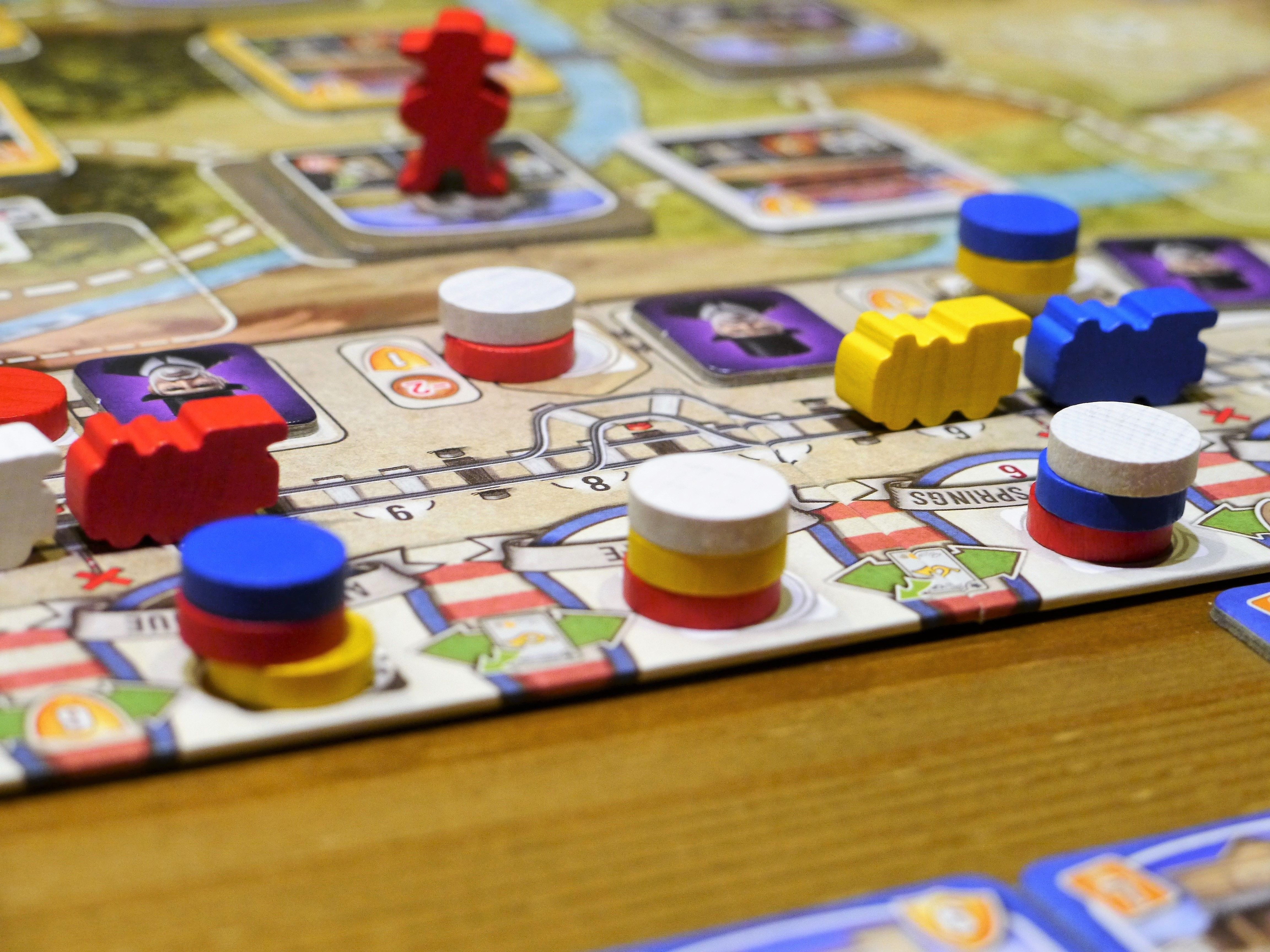
La piste de livraison.

Le jeu progresse au fur et à mesure que les joueurs avancent le long du sentier vers Kansas City. En atteignant cette destination, cinq actions sont exécutées : les zones commerciales sont réapprovisionnées, deux zones d'approvisionnement en travailleurs sont remplies, le bétail est livré, et enfin, le bétail est chargé sur des trains pour être expédié "plus loin dans l'ouest sauvage". La livraison de bétail est accomplie par un joueur fournissant les cartes de bétail de sa main. Il reçoit des pièces de la valeur de la somme des points sur les cartes bovins uniques qu'ils ont livrées, ainsi que tous les certificats sur leur plateau de joueur qu'ils choisissent de dépenser.  L'expédition de bétail peut être effectuée vers n'importe quelle ville le long de la piste dont la valeur n'est pas supérieure à la valeur obtenue lors de la phase de livraison. Le joueur prend une pièce de son plateau et la place sur la case sélectionnée. Le retrait de cette pièce du plateau du joueur leur permet d'utiliser une nouvelle action, une plus grande capacité de certificat, un plus grand mouvement ou une plus grande taille de main. 
Placer des pièces dans des villes adjacentes peut rapporter au joueur diverses récompenses ou pénalités, y compris des points de victoire. Les cartes de bétail rapportent à un joueur une gamme de points de victoire, la valeur étant imprimée sur chaque carte. 
Il y a trois principales stratégies, en fonction de l'objectif principal du joueur pour marquer des points de victoire : collecter et livrer du bétail, ajouter des bâtiments au plateau, ou faire avancer son train et améliorer ses gares. Cependant, une partie réussie nécessite généralement qu'une certaine attention soit accordée aux trois domaines, et des stratégies hybrides combinant deux de ces approches peuvent également être couronnées de succès. 

## Deuxième édition
Une deuxième édition du jeu est publiée en 2021. Elle comporte de nouvelles illustrations ainsi que de nouveaux plateaux de jeu mis à jour composés de deux couches pour empêcher les composants de glisser. D'autres changements sont faits sur les arrière-plans des tuiles ou encore sur certaines couleurs des éléments de jeu afin de les rendre plus clairs.  Des règles pour un mode en solo sont ajoutées sur la base de celles créées par un fan de la première édition du jeu. 
La deuxième édition élimine «la notion des Amérindiens comme ennemi invisible» en supprimant les tipis comme dangers pour les remplacer par des bandits. Une diversité ethnique et de genre aux travailleurs qui peuvent être embauchés est également ajoutée. 
D'autres éditions thématiques, reposant sur les mêmes mécanismes de jeu mais avec des illustrations et des plateaux de jeu différents, sont prévues : Argentine et Nouvelle-Zélande. 

## Accueil
Dans une critique pour Meeple Mountain, Andrew Plassard déclare que Great Western Trail est un "jeu bien conçu avec plusieurs chemins vers la victoire". Il note comme inconvénient la "difficulté à développer une stratégie" étant donné les nombreuses options disponibles pour le joueur. Tom Mendelsohn, dans sa critique du jeu pour Ars Technica, déclare que c'est "un plaisir absolu" de jouer une fois que les participants à la partie connaissent les règles détaillées. 
Tahsin Shamma, dans une critique pour Board Game Quest, déclare que Great Western Trail est complexe et qu'une première partie "est meilleure avec 2 joueurs, mais les jeux ultérieurs sont plus excitants avec 3 à 4 joueurs". Il note que les composants du jeu sont simplistes, mais que la direction artistique et l'iconographie restent impressionnants. Il donne au jeu la note de 5/5, en soulignant comme points forts le nombre de choix tactiques disponibles pour les joueurs, le style de jeu variant à chaque fois en fonction de la configuration initiale, et comme inconvénients la longue durée d'une partie. Écrivant pour Tabletop Gaming, Matt Jarvis déclare que le jeu "est une fusion magistrale de la construction de deck, de la gestion des mains, de la pose de tuiles, de la gestion de construction, de la stratégie économique et plus encore".
Dans une critique de la deuxième édition du jeu pour Polygon, Keith Law déclare que c'est son jeu complexe préféré qui "incorpore plusieurs idées dans un ensemble cohérent".  

## Récompenses
Le jeu est nommé pour de nombreux prix et remporte le prix "Meeples' Choice" en 2016, le Jogo do Ano en 2017, et le "meilleur jeu de société Eurogame" de la UK Games Expo de 2018.